# ASKAP J1839-075
ASKAP J1839-075 — неподтвержденный кандидат в нейтронные звезды/магнетары, расположенный в созвездии Щита, примерно в 13 040 световых годах от Земли. С периодом вращения 6,45 часа, в 2025 году является самым медленно вращающимся кандидатом в нейтронные звезды из когда-либо обнаруженных. Предположительно объекты с такими свойствами являются нейтронными звездами с необычно медленной прецессией полюсов.